# Fort Valley (Géorgie)
La ville américaine de Fort Valley est le siège du comté de Peach, dans l’État de Géorgie. Lors du recensement de 2010, sa population s’élevait à 9 815 habitants.

## Démographie
| 1870  | 1880  | 1890  | 1900  | 1910  | 1920  |
| ----- | ----- | ----- | ----- | ----- | ----- |
| 1 333 | 1 277 | 1 752 | 2 022 | 2 697 | 3 223 |

| 1930  | 1940  | 1950  | 1960  | 1970  | 1980  |
| ----- | ----- | ----- | ----- | ----- | ----- |
| 4 560 | 4 953 | 6 820 | 8 310 | 9 251 | 9 000 |

| 1990  | 2000  | 2010  | - | - | - |
| ----- | ----- | ----- | - | - | - |
| 8 198 | 8 005 | 9 815 | - | - | - |

## Source
- (en) Cet article est partiellement ou en totalité issu de l’article de Wikipédia en anglais intitulé « Fort Valley, Georgia » (voir la liste des auteurs).